# Queen Rock Montreal
Albums de Queen
Return of the Champions
(2005) The Cosmos Rocks
(2008)
Queen Rock Montreal est un album live de Queen, enregistré les 24 et 25 novembre 1981 au Forum de Montréal, au Québec (Canada), soit dix ans jour pour jour avant la mort de Freddie Mercury.
Il est sorti le 29 octobre 2007 en double CD, DVD et Blu-ray. Il s'inscrit dans un projet cinématographique innovant puisqu'il a été filmé sur pellicule 35 mm et il a donc pu être mis sur support haute-définition. C'est, à ce jour, un des seuls (avec le Live in Budapest) concerts filmés du groupe à bénéficier d'une aussi bonne qualité d'image.
Le DVD contient les mêmes chansons que le double album, à l'exception de Flash et The Hero.

## Liste des pistes

### CD 1
1. Intro
2. We Will Rock You (fast)
3. Let Me Entertain You
4. Play the Game
5. Somebody To Love
6. Killer Queen
7. I'm in Love with My Car (chant: Roger Taylor)
8. Get Down Make Love
9. Save Me (piano: Brian May)
10. Now I'm Here
11. Dragon Attack
12. Now I'm Here (reprise)
13. Love of My Life

### CD 2
1. Under Pressure
2. Keep Yourself Alive
3. Solo de batterie et timbales
4. Solo de guitare
5. Flash (titre non inclus sur le DVD)
6. The Hero (titre non inclus sur le DVD)
7. Crazy Little Thing Called Love (guitare acoustique: Freddie Mercury)
8. Jailhouse Rock
9. Bohemian Rhapsody
10. Tie Your Mother Down
11. Another One Bites the Dust
12. Sheer Heart Attack
13. We Will Rock You
14. We Are the Champions
15. God Save the Queen

## Le groupe
- Freddie Mercury - chant, piano, guitare sur Crazy Little Thing Called Love
- Brian May - guitares, chœurs, piano sur Save Me
- John Deacon - basse
- Roger Taylor - batterie, percussions, chœurs, chant sur I'm In Love With My Car